# Ottelia balansae
Ottelia balansae là một loài thực vật có hoa trong họ Hydrocharitaceae. Loài này được (Gagnep.) Dandy mô tả khoa học đầu tiên năm 1934.